# Aeroportul Dresda
Aeroportul Dresda (IATA: DRS, ICAO: EDDC) este un aeroport din Klotzsche⁠(d), Dresda, Saxonia, Germania ce deservește zona Dresda. Aeroportul a fost tranzitat în 2022 de 838.387 de pasageri. A fost deschis în 11 iulie 1935.
Situat la o altitudine de 230 m, aeroportul dispune de 1 pistă și ocupă o suprafață de 2.800.000 m². Este operat de Flughafen Dresden GmbH⁠(d).

## Infrastructură

### Piste
Aeroportul dispune de o singură pistă. Pista 04/22 are suprafața de beton și dimensiunile 2.850 m × 60 m. 

### Terminale
Aerogara are în componență 1 terminal, Q118434206⁠(d). 